# Dowsing (Band)
Dowsing ist eine amerikanische Indie-/Emo-Band aus Chicago.

## Geschichte
Die Gruppe veröffentlichte 2011 als erstes musikalisches Lebenszeichen die EP All I Could Find Was You bei dem Label Count Your Lucky Stars Records. Dort folgten weitere Veröffentlichungen, darunter das Debütalbum It's Still Pretty Terrible (2012) sowie zwei Kompilationen. Später erreichte die Gruppe einen Plattenvertrag bei Asian Man Records.

## Stil
In einer Rezension des 2019er-Album Sky Coffin schrieb Tom Dumarey von Punk Rock Theory, dass sich die Gruppe von ihren Emo-Anfängen zu einem eher lauteren Sound hin entwickelt habe. Dabei gelinge es ihr, weiterhin wie eine Emo-Band aus dem Mittleren Westen zu klingen, ohne in den Grenzen des Genres gefangen zu sein.

## Diskografie
Alben
- 2012: It's Still Pretty Terrible (Count Your Lucky Stars Records)
- 2013: It's Just Going to Get Worse (Compilation; Count Your Lucky Stars Records, Keep It Together Records)
- 2013: I Don't Even Care Anymore (Count Your Lucky Stars Records)
- 2015: Still Don't Care (Compilation; Count Your Lucky Stars Records)
- 2016: Okay (Asian Man Records)
- 2019: Sky Coffin (Asian Man Records)